# Общероссийское движение поддержки флота
Общеросси́йское движе́ние подде́ржки фло́та (сокр. назв. — Движение поддержки флота, или Движение Поддержки Флота (ДПФ)) — общероссийская общественная организация, имеющая цель организовывать моральную, материальную и духовную поддержку Российского Флота как единого комплекса, в состав которого входят ВМФ России, Береговая охрана Пограничной службы ФСБ России, Морской (транспортный), Речной, Рыбопромысловый флот, судостроение и судоремонт, учреждения и организации морской науки, а также «народный флот» — маломерный флот и яхтинг. Ведёт свою историю с 10 сентября 1991 года.

## История
10 сентября 1991 года в Москве группа офицеров ВМФ СССР, речников, рыбопромысловиков, учёных, преподавателей, судостроителей создали Общественный Совет по подготовке празднования 300-летия Российского Флота.

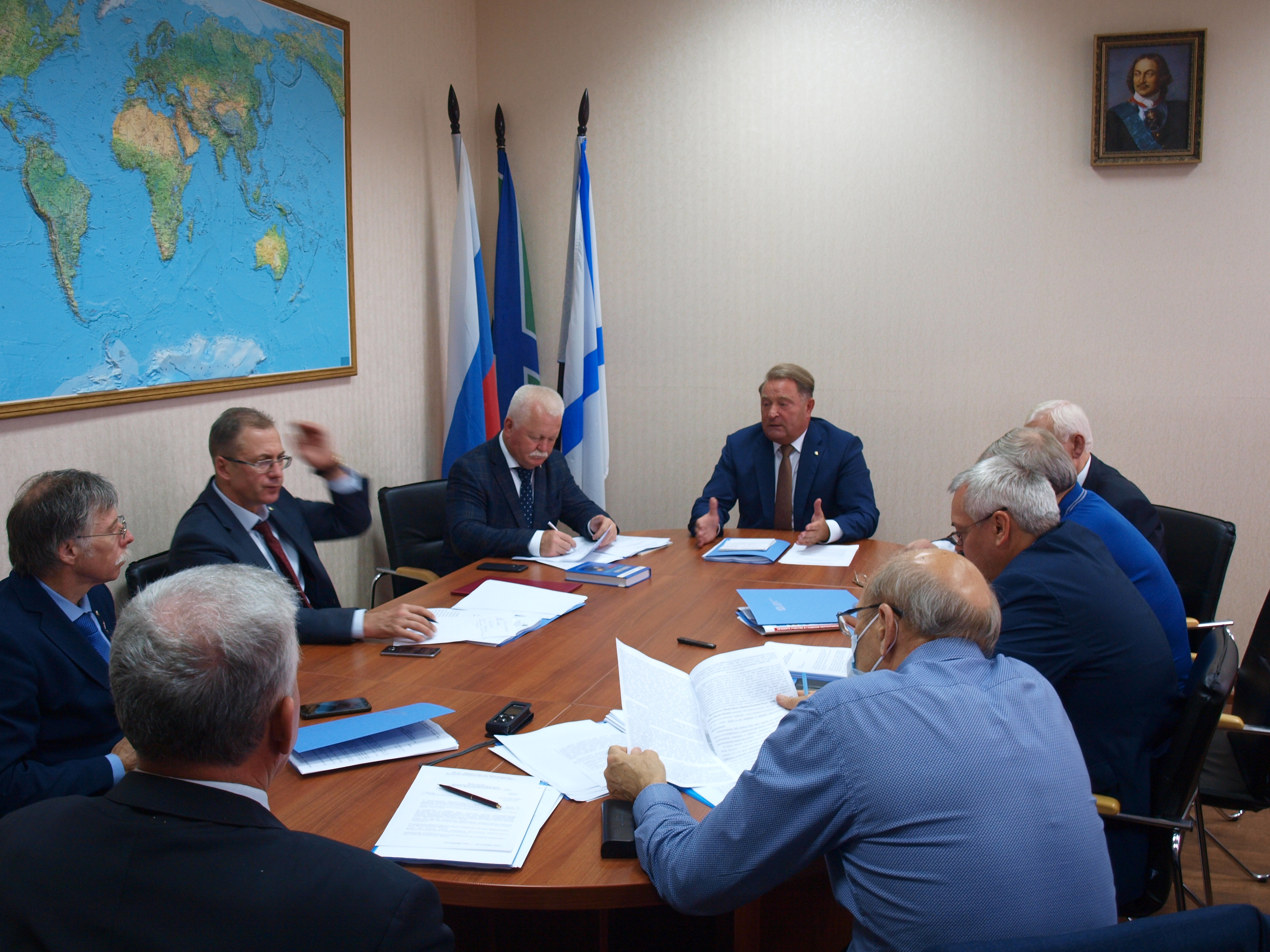
Заседание Правления ДПФ (10.09.2020)

30 марта 1994 года состоялся I-й (учредительный) съезд Общественного совета «300 лет Российскому Флоту». Председателем совета стал Михаил Ненашев, почётным руководителем — Виктор Конецкий.
Общественный совет приобрёл авторитет благодаря организации мероприятий, связанных с историей отечественного флота. В частности, по предложению Общественного совета 18 октября 1996 года состоялось заседание Государственной думы, посвящённое 300-летию Российского Флота.
5 июня 1998 года на II съезде произошла реорганизация Общественного совета «300 лет Российскому флоту» в Движение поддержки флота (ДПФ). Председателем организации был избран Михаил Ненашев.
Движение активно, творчески работает над укреплением морского, речного, океанского вектора развития Российской Федерации.
ДПФ имеет 63 региональных отделений и представительств в РФ, Белоруссии и на Украине.
Девиз ДПФ — «Вместе за Россию и Флот!».
Председатель ДПФ - Михаил Петрович Ненашев (1991-2021 гг.)
Председатель ДПФ - Владимир Павлович Мальцев (2022-н.в.)

Само движение, которое возглавляет Ненашев, — единственная общероссийская организация морской направленности и единственная по длительности существования.
— Адмирал И. В. Касатонов. (Из книги «Командую флотом»).

## Основные направления деятельности
Укрепление и развитие России как великой морской державы, разработка и реализация национальной морской политики Российской Федерации (совместно с государственными и другими заинтересованными общественными структурами), организация моральной и материальной поддержки Российского флота, как единого комплекса, просветительская деятельность, лоббирование интересов Российского флота в различных органах законодательной и исполнительной власти Российской Федерации, социальная поддержка ветеранов Флота и лиц, чья деятельность связана с Мировым океаном и внутренними водными путями России, повышение престижа флотских профессий, воспитание молодёжи на морских традициях, её подготовка к морской службе.

## Галерея

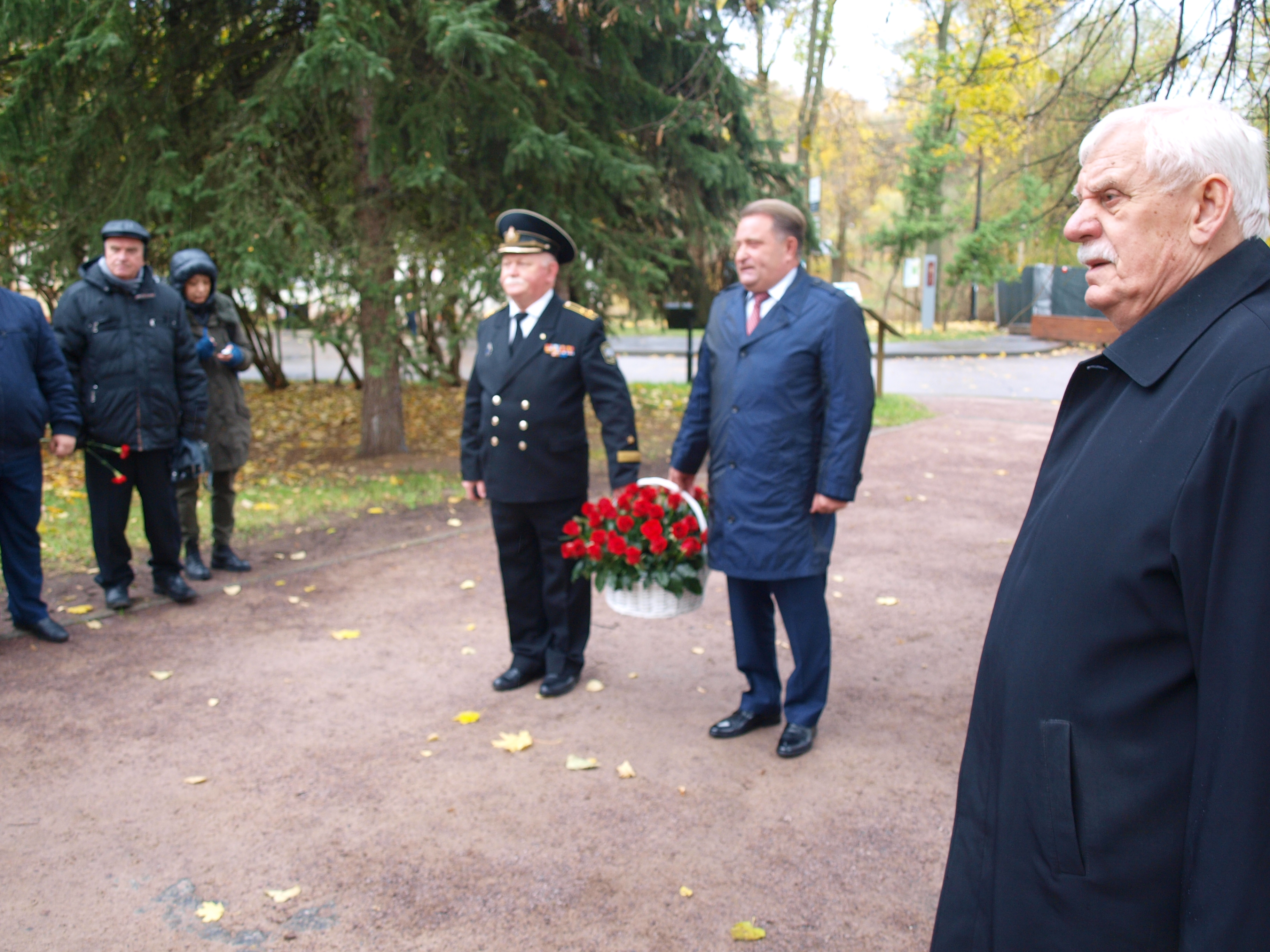
Руководство ДПФ: возложение цветов к памятнику Петру Великому. (Измайлово, 20.10.2020)
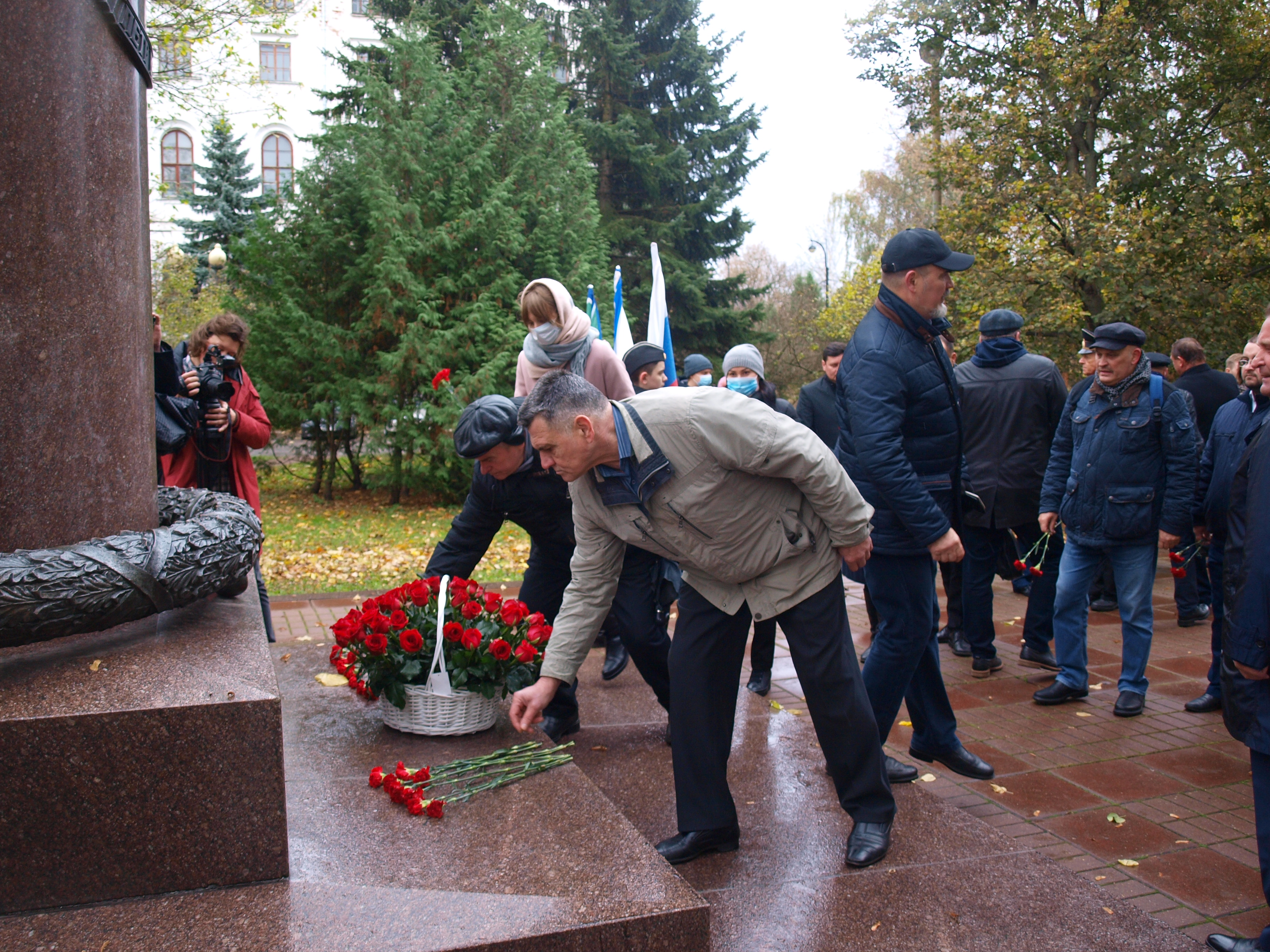
ДПФ: возложение цветов к памятнику Петру Великому (Измайлово, 20.10.2020)
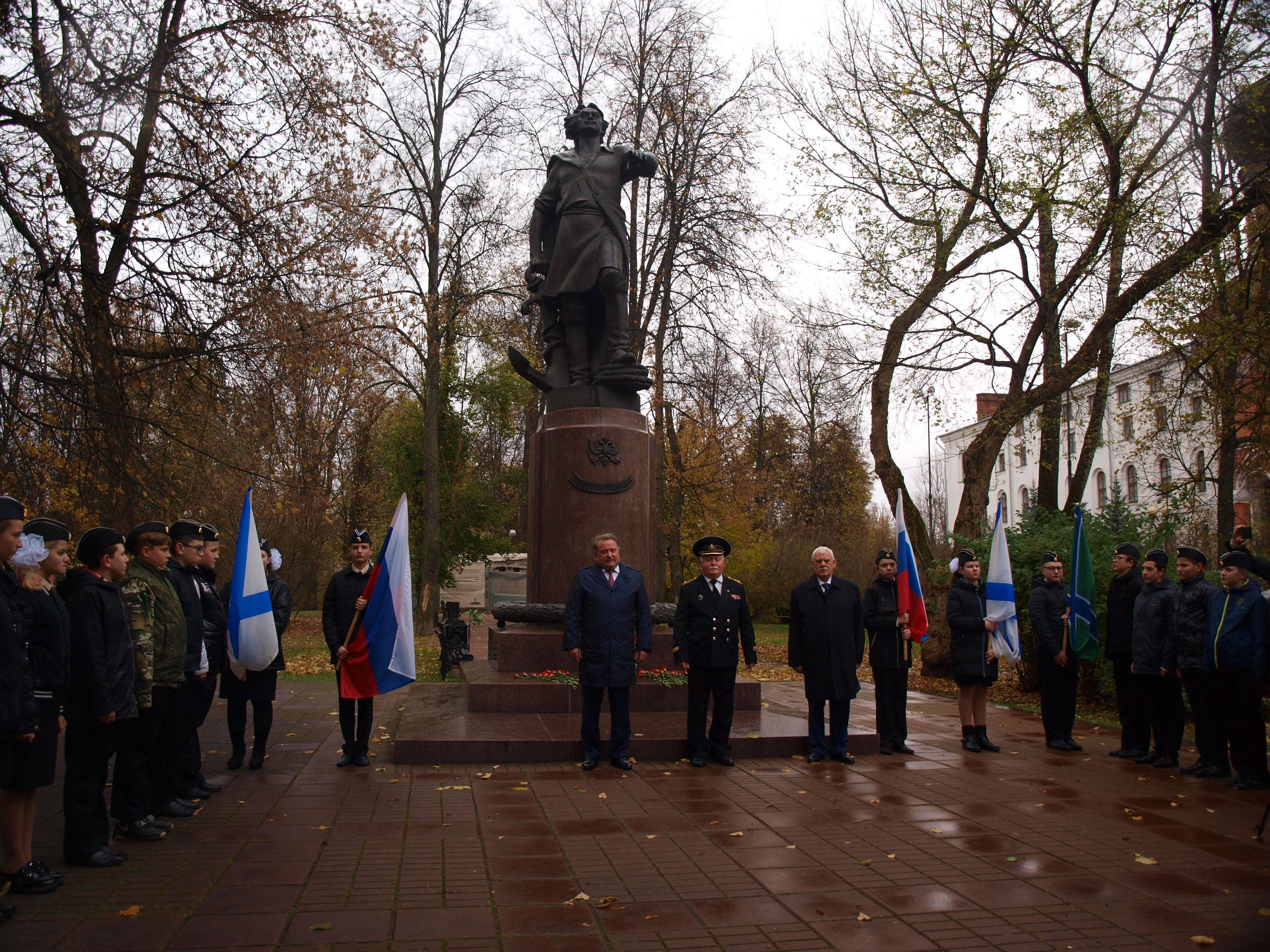
ДПФ: торжественное празднование Дня рождения Российского Флота (Измайлово, 20.10.2020)
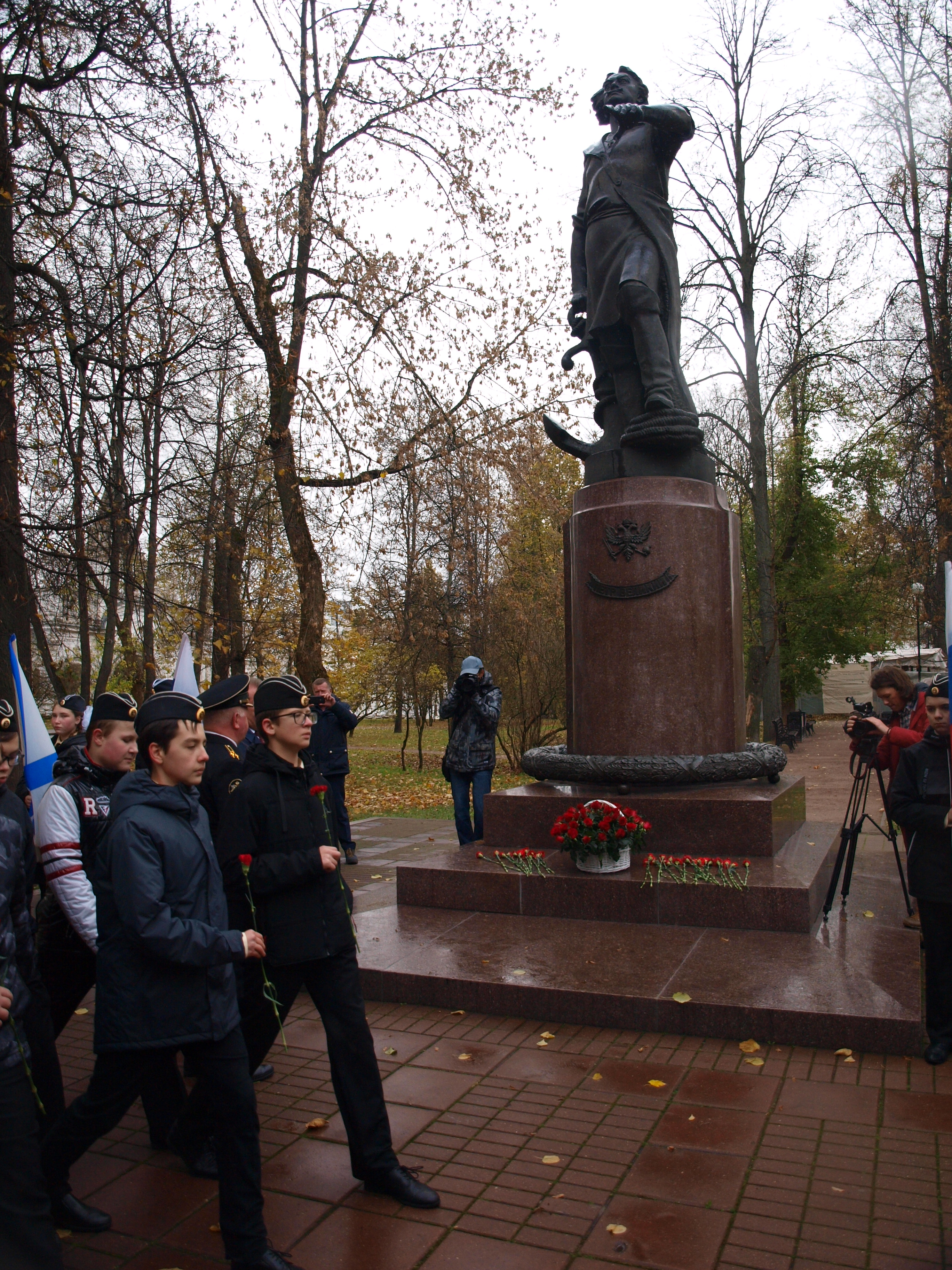
ДПФ: учащиеся кадетского класса маршируют у памятника Петру Великому (Измайлово, 20.20.2020)
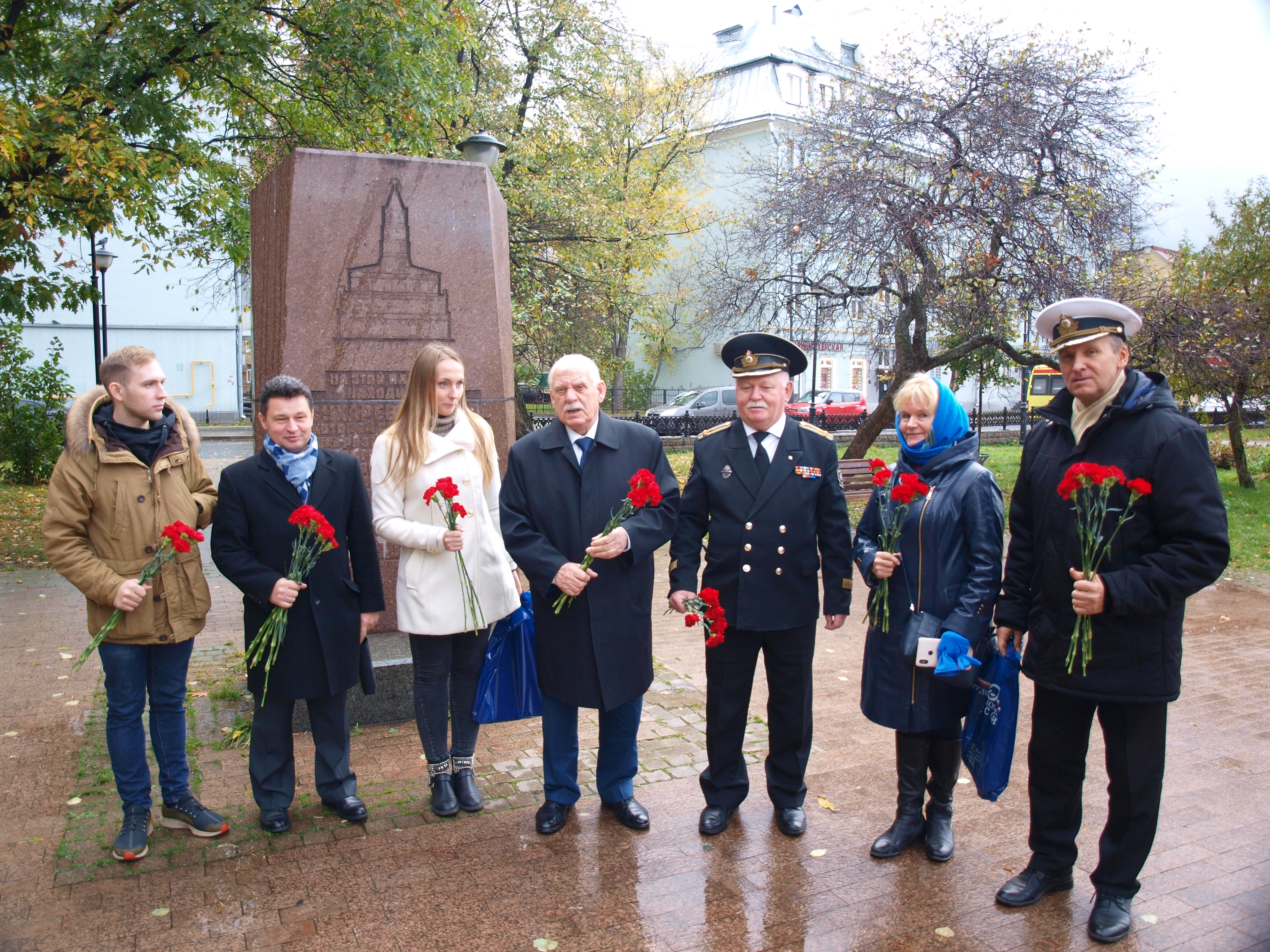
ДПФ: возложение цветов к месту, где располагалась Навигацкая школа (Сухаревская площадь, 20.10.2020)